# Lespesia apicalis
Lespesia apicalis là một loài ruồi trong họ Tachinidae.